# Pandemia de gripe A (H1N1) de 2009-2010 en Nicaragua
La pandemia de gripe A (H1N1), que se inició en 2009, entró en Nicaragua el 1 de junio del mismo año. Éste fue el 22º país en reportar casos de gripe A en el continente americano. La primera persona infectada por esta pandemia fue una niña de Managua.

## Brote
El 1 de junio, el Ministerio de Salud confirmó el primer caso de gripe H1N1 en Nicaragua, 38 días después que se desató la pandemia en el mundo.
El 21 de junio, el Ministerio de Salud (Minsa) reportó 23 nuevos casos de gripe A (H1N1), en la cual se detectó el primer caso en Matagalpa. Con estos nuevos casos, el número de personas infectadas subió a 216. De esas personas sólo 73 personas se encontraban con tratamiento antiviral, aunque estables, y 143 afectados ya habían sido dados de alta por estar en buen estado de salud.
El 24 de junio el MINSA reportó otros 20 casos, elevando la cifra de enfermos a 240 personas. El 82 por ciento de los casos se registraban en Managua, por ser el departamento con más casos, seguido de Masaya con el 6 por ciento y el 4.5 por ciento de afectados se reportaron en el departamento de León.
El 8 de julio, el Minsa, en su boletín de prensa número 20, indicó que con la nueva cifra de afectados, sumaban 343 los casos confirmados con el virus de los cuales el 78 por ciento de los casos seguían concentrando en Managua. Un 6 por ciento se localizaba en Masaya y un 4 por ciento en León. El 12 por ciento restante el Minsa lo ubica en Jinotega, Granada, Carazo, Chinandega, Chontales, Rivas, la Región Autónoma de la Costa Caribe Sur, Matagalpa, Estelí, Madriz y Nueva Segovia.
Las autoridades sanitarias anunciaron el 19 de julio que 403 personas habían sido infectadas en el país, y 370 habían sido dados de alta y el resto estaban siendo atendidos.
Hasta el 30 de diciembre de 2009 (fecha de la última actualización), Nicaragua confirmó 2.172 casos y 11 muertes por la gripe A (H1N1).

## Casos confirmados por departamento

### Carazo
Carazo reportó sus primeros casos el 14 de junio, con el descubrimiento de 3 casos.

### Chontales
El 12 de junio, se detecta el primer caso en Chontales, convirtiéndose en el 6º departamento en ser infectado por la gripe A (H1N1).

### Granada
El 8 de junio, se reporta el primer caso de la influenza en el departamento de Granada, llegando a un total de 4 departamentos afectados en Nicaragua, detrás de los departamentos de León, Masaya y Managua.
Para el 12 de junio, el número de personas infectadas en el departamento subió a 3 casos confirmados.

### Jinotega
El virus llegó al departamento de Jinotega el 12 de junio, convirtiéndose en el 5 departamento infectado.
Para el 14 de junio, el departamento de Jinotega ya había confirmado otro caso, elevándose el número de infectados a 2.

### León
El 8 de junio, tanto como Granada, León confirma su primer caso de la gripe A (H1N1). Sin embargo, el 12 de junio, se detectan otros 3 casos en el departamento, elevándose el número de infectados a 6.
El 14 de junio, el Ministerio de Salud, ubicado en la capital, Managua, informó de otros casos en la ciudad de León, subiendo a 8 el número de infectados.

### Managua
Tanto Managua, como Nicaragua, el primer caso confirmado se dio en una niña de 5 años habitante del Barrio Monseñor Lezcano en el occidente de Managua, y fue ingresada en el Hospital Manuel de Jesús Rivera "La Mascota" para recibir tratamiento. Se cree que fue infectada por su padre que había hecho viajes en Centroamérica, pero no se dijo si el padre era portador del virus. Con este caso Nicaragua se convirtió en el último país en ser infectado por el virus en América Latina.
El día 3 de junio se detectan 4 nuevos casos y se eleva a cinco el número de casos confirmados El ministro de Salud informó que los nuevos casos resultaron de 30 muestras en total que el Sistema Local de Atención Integral en Salud (Silais) de Managua realizó a igual cantidad de personas con sintomatología de infección respiratoria, luego del primer caso detectado en la niña el 1 de junio. Dos de las personas infectadas tenían vinculación directa con la niña de 5 años de Monseñor Lezcano y los otros dos fueron captados en los llamados “Centros Centinelas” por el Ministerio como el Centro de Salud Sócrates Flores, el que se caracteriza por tener un programa especial para detectar y dar seguimiento a los casos de males pulmonares agresivos.
En la tarde del 4 de junio, se detectaron 2 casos más, en otros barrios de Managua, subiendo a 7 el número de infectados. Sin embargo, más tarde el MINSA informó de otros 5 casos confirmados, dos de los cuales eran adultos y el resto eran niños, llegando a un total de 12 contagiados en el país.
El 5 de junio se confirman otros 6 casos, todos en Managua, elevando el número de infectados a 18. Dos de los nuevos casos se dieron en estudiantes del Colegio Alemán Nicaragüense, por lo que tuvieron que ser suspendidas las clases temporalmente.
El 7 de junio, las autoridades sanitarias reportaron otros 6 casos de personas infectadas en Managua, aumentado el total de casos a 26.  Mientras tanto, la primera persona infectada en Nicaragua, fue dada de alta.
El 8 de junio, se detectan otros 12 casos en Managua, aumentando a 36 casos, convirtiéndose en el departamento con más casos en Nicaragua.
El 12 de junio, el número de infectados en Managua ascendió a 66, y en el resto del país incrementaron a 77 casos.
El 14 de junio, el Ministerio de Salud incrementó el número de casos en Managua a 82.
El 18 de junio, el titular del Ministerio de Salud (Minsa), Guillermo González, anunció que de otros 23 casos en Managua, llegando a un total en el país de 157 casos positivos de gripe A (H1N1).

### Masaya
El 4 de junio, se detectó el primer caso de gripe A (H1N1) en el departamento de Masaya, en la cual el titular del MINSA indicó que el caso de Masaya correspondía a una persona cuyos familiares viajaban frecuentemente a Costa Rica.
El 8 de junio, se confirman otros casos 3 casos en Masaya, aumentando a 4 el número de infectados, mientras que en Nicaragua ascendía a 28.
El 14 de junio, el número de casos en el departamento por la gripe A (H1N1) sigue aumentando, llegando a 5 en total.

### Matagalpa
El 21 de junio, el departamento de Matagalpa informó de su primer caso, luego de que el Ministerio de Salud lo verificó en un laboratorio en Managua donde se encuentra el 80% de los casos del país. Tras 73 días de haberse detectado el primer caso de gripe A en el país, el titular de Salud, Guillermo González, confirmó el 12 de agosto la primera muerte a causa del virus. La víctima se trataba de una mujer de 30 años procedente de la Cruz de Río Grande, del departamento de Matagalpa, que llegó el 25 de julio a Managua y quien falleció el 12 de agosto a las 2:15 de la madrugada.

### RACCS
El 19 de junio, se confirma el primer caso en la Región Autónoma de la Costa Caribe Sur, específicamente en Bluefields.

## Medidas
El 5 de mayo, llegó a Nicaragua un especialista de la CDC para capacitar al personal sanitario del país en la realización de pruebas rápidas, y conocer si las infecciones respiratorias agudas eran causadas por el virus. El titular del Ministerio de Salud, Guillermo González, confirmó que el país estaría recibiendo de la Organización Mundial de la Salud (OMS) un lote de 10 mil tratamientos antivirales.
El 4 de junio, como medida preventiva la directora del Silais-Managua, doctora Maritza Cuan, informó de que conformaron un área de vigilancia en la capital, Managua en las que se incluye las zonas que la primera infectada visitó en los últimos cuatro días. Como el barrio Monseñor Lezcano, su colegio y la zona de Bello Horizonte donde está ubicada la iglesia donde por lo general asiste con su familia. En esos lugares se presume que la menor se relacionó con 200 o 300 personas.
“Hoy hemos visitado más de dos mil casas y hemos detectado seis casos febriles (gripe con fiebre), pero hasta el momento no hay casos confirmados con el virus. Incluso hemos movilizado cinco equipos de respuestas rápidas en Managua y no hay casos confirmados”, dijo la funcionaria. También se informó que los familiares de la primera infectada recibieron antivirales, debido a que son personas mayor de edad con enfermedades crónicas.
El 10 de junio el Movimiento Nacional de Taxistas determinó que los conductores de taxis deberían utilizar mascarillas para evitar el contagio de la gripe A (H1N1), por lo que dijeron que distribuirían máscaras quirúrgicas entre sus seis mil miembros.

### Cierre de escuelas
Al 7 de junio de los 26 casos confirmados, la edad promedia de los pacientes con gripe A (H1N1) era de 10 años, razón por la cual las autoridades sanitarias concentraron sus esfuerzos en la población estudiantil. El ministro de Salud también dijo que "por el momento no se cerrarán más centros escolares, con excepción de uno privado y otro público" donde las clases fueron suspendieron como medida preventiva tras la detección de casos positivos.
Debido a la aparición de nuevos casos en estudiantes, el 8 de junio, el Ministerio de Salud, ordenó al Ministerio de Educación (Mined) el cierre temporal de diez centros educativos, por lo que sumaron 12 escuelas cerradas.

### Vacunación
Como medidas de precaución, el Ministerio de Salud (MINSA), comenzó el 20 de junio la jornada de vacunación a los maestros de la región del Pacífico para evitar la propagación del virus, por lo que las unidades del ministerio estuvieron enfocadas a esta actividad. Según se informó, sólo en Managua se vacunarían unos 13 mil docentes.